# مقصدهای پروازی انووی ایر
مقصدهای پروازی انووی ایر به شرح زیر است:

## مقصدهای پروازی

### کانادا
- انتاریو
  - کیچنر/واترلو، انتاریو - فرودگاه بین‌المللی منطقه واترلو
  - تورنتو - فرودگاه بین‌المللی پیرسون تورنتو
- کبک
  - مونترآل - فرودگاه بین‌المللی مونترآل-پییر الیوت ترودو

### مکزیک
- آگوئاسکالینتس
  - آگوئاسکالینتس - فرودگاه بین‌المللی ال آی سی. خزوس تران پردو
- ایالت چی‌واوا
  - چی‌واوا - فرودگاه بین‌المللی ژنرال روبرتو فیرو ویلالوبوس
- کواویلا
  - تورئون، کواویلا - فرودگاه بین‌المللی فرنسیسکو سارابیا
- گوآناخوآتو
  - لئون، گوآناخوآتو - فرودگاه بین‌المللی دل بایو
- خالیسکو
  - گوادالاخارا، خالیسکو - فرودگاه بین‌المللی دن میگوئل هیدالگو وای کوستیا
- میچوآکان
  - مورلیا، میچوآکان - فرودگاه بین‌المللی ژنرال فرنسیسکو موییکا
- پوئبلا
  - پوئبلا سیتی - بین‌المللی فرودگاه هرمانوس سردن
- کرتارو
  - کرتارو - فرودگاه بین‌المللی کوئره‌تارو
- سن لوئیس پوتوسی
  - سان لوئیس پوتوسی، سان لوئیس پوتوسی - فرودگاه بین‌المللی پونچیانو آریاگا
- سینالوآ
  - مزاتلان، سینالوآ - فرودگاه بین‌المللی ژنرال رافائل بولنا

### ایالات متحدهٔ آمریکا
- آلاباما
  - برمینگم، آلاباما - فرودگاه بین‌المللی برمینگهم-شاتلسورث
  - هانتسویل، آلاباما/دیکیتر، آلاباما - فرودگاه بین‌المللی هانتسویل
  - موبیل، آلاباما - فرودگاه منطقه‌ای موبایل
  - مونتگمری - فرودگاه منطقه‌ای مانتگامری
- آریزونا
  - فینیکس، آریزونا - فرودگاه بین‌المللی فینکس اسکای هاربر
  - توسان - فرودگاه بین‌المللی توسان
- آرکانزاس
  - فایت‌ویل - فرودگاه منطقه‌ای نورث‌وست
  - فورت اسمیت - فرودگاه محلی فورت اسمیث
  - لیتل راک، آرکانزاس - فرودگاه صخره کوچک ملی
  - تکسارکانا - فرودگاه محلی تکسارکنا
- کالیفرنیا
  - فرزنو، کالیفرنیا - فرودگاه بین‌المللی فرسنو یوسیمیتی
  - لس آنجلس - فرودگاه بین‌المللی لس‌آنجلس
  - مونته‌ری، کالیفرنیا - فرودگاه منطقه‌ای مانتری
  - ساکرامنتو، کالیفرنیا - فرودگاه بین‌المللی سکرامنتو
  - سن دیگو - فرودگاه بین‌المللی سن دیه‌گو
  - سن‌خوزه، کالیفرنیا - فرودگاه بین‌المللی سان خوزه
- کلرادو
  - Aspen - فرودگاه شهرستان اسپن – پیتکین [فصلی]
  - دنور، کلرادو - فرودگاه بین‌المللی دنور
  - دورانگو، کلرادو - فرودگاه شهرستان دورانگو-لا پلاتا
  - مونترو، کلرادو - فرودگاه منطقه‌ای مونتروز [فصلی]
  - گراند جانکشن، کلرادو - فرودگاه محلی گرند جانکشن
  - گانیسن، کلرادو - فرودگاه محلی گانسیون-کرستد بوته [فصلی]
- کنتیکت
  - هارتفورد، کنتیکت - فرودگاه بین‌المللی بردلی
- فلوریدا
  - فورت مایرز، فلوریدا - فرودگاه بین‌المللی ساوثوست فلوریدا
  - فورت والتون بیچ، فلوریدا - فرودگاه منطقه‌ای نورث‌وست
  - گینزویل، فلوریدا - فرودگاه محلی گینزویل
  - جکسون‌ویل - فرودگاه بین‌المللی جکسنویل
  - کی وست، فلوریدا - فرودگاه بین‌المللی کی وست
  - میامی - فرودگاه بین‌المللی میامی
  - پنساکولا، فلوریدا - فرودگاه بین‌المللی پنساکولا
  - تالاهاسی - فرودگاه محلی تالاهاسی
  - تمپا، فلوریدا - فرودگاه بین‌المللی تمپا
- جورجیا
  - آتلانتا - فرودگاه بین‌المللی هارتسفیلد-جکسون آتلانتا
  - ساوانا، جورجیا - فرودگاه بین‌المللی سوننه/هیلتن حعیا
- ایلینوی
  - بلومینگتون، ایلینوی - فرودگاه منطقه‌ای سنترال ایلنوی
  - شمپین، ایلینوی - فرودگاه ویلارد دانشگاه ایلینوی
  - شیکاگو - فرودگاه بین‌المللی اوهر شیکاگو
  - مولین، ایلینوی - فرودگاه بین‌المللی کواد سیتی
  - پئوریا، ایلینوی - فرودگاه بین‌المللی ژنرال وین براندزینو داونینگ پیوریا
  - اسپرینگ‌فیلد، ایلینوی - فرودگاه کپیتل آبراهام لینکن
- ایندیانا
  - اونسویل - فرودگاه محلی اونسویل
  - فورت‌وین، ایندیانا - فرودگاه بین‌المللی فورت وین، ایندیانا
  - ایندیاناپلیس - فرودگاه بین‌المللی ایندیاناپلیس
- آیووا
  - سدار راپیدز، آیووا - فرودگاه آیوای شرقی
  - دموین، آیووا - فرودگاه بین‌المللی دی موین، آیووا
  - دوبوک، آیووا - فرودگاه منطقه‌ای دبیوک
  - سو سیتی، آیووا - فرودگاه سو گیت‌وی
  - واترلو، آیووا - فرودگاه محلی واترلو
- کانزاس
  - گاردن سیتی، کانزاس - فرودگاه محلی گاردن ستی
  - منهتن، کانزاس - فرودگاه منطقه‌ای منهتن
  - ویچیتا، کانزاس - فرودگاه ویچیتا مید-کانتیننت
- کنتاکی
  - سینسیناتی، اوهایو - فرودگاه بین‌المللی سینسیناتی/کنتاکی شمالی
  - لوییویل، کنتاکی - فرودگاه بین‌المللی لوئیویل
  - لکسینگتون، کنتاکی - فرودگاه بلوگرس
- لوئیزیانا
  - الکساندریا، لوئیزیانا - فرودگاه بین‌المللی الکساندریا
  - باتون‌روژ، لوئیزیانا - فرودگاه باتون‌روژ متروپالیتن
  - لافایت، لوئیزیانا - فرودگاه لفیت ریجنل
  - لیک چارلز، لوئیزیانا - فرودگاه لیک چارلز ریجنل
  - منروو، لوئیزیانا - فرودگاه منطقه‌ای مونرو
  - نیواورلئان، لوئیزیانا - فرودگاه بین‌المللی لوئیز آرمسترانگ نیو اورلنان
  - شریوپورت، لوئیزیانا - فرودگاه منطقه‌ای شروپورت
- مریلند
  - بالتیمور - فرودگاه بین‌المللی ثرگود مارشال بالتیمور واشینگتن
- میشیگان
  - دیترویت - فرودگاه متروپولیتن شهرستان وین دیترویت
  - گرندرپیدز، میشیگان - فرودگاه بین‌المللی جرالد فورد
  - فلینت، میشیگان - فرودگاه بین‌المللی بیشاپ
  - کالامزو، میشیگان - فرودگاه بین‌المللی کالامازو
  - مارکیوت، میشیگان - فرودگاه بین‌المللی ساویر
  - تراوس سیتی، میشیگان - فرودگاه چری کپیتل
- مینه‌سوتا
  - مینیاپولیس - فرودگاه بین‌المللی مینیاپولیس−سنت پل
  - راچستر، مینه‌سوتا - فرودگاه بین‌المللی روچستر
- میسیسیپی
  - جکسون، میسیسیپی - فرودگاه بین‌المللی جکسن-اورز
  - گالفپورت، میسیسیپی - فرودگاه بین‌المللی گلف پورت-بیلوکسی
- میزوری
  - جاپلین، میزوری - فرودگاه منطقه‌ای جاپلین
  - کانزاس‌سیتی، میزوری - فرودگاه بین‌المللی کانزاس‌سیتی
  - سنت لوئیس - فرودگاه بین‌المللی لامبرت-ست لوی
  - اسپرینگفیلد، میزوری - فرودگاه ملی اسپرینگفیلد-برانسون
- نبراسکا
  - گرند آیلند، نبراسکا - فرودگاه منطقه‌ای سنترال نبرسکا
  - اوماها، نبراسکا - فرودگاه صحرایی اپلی
- نوادا
  - رینو، نوادا - فرودگاه بین‌المللی رنو تاهوئه
- نیوهمپشایر
  - منچستر، نیوهمپشایر - فرودگاه منطقه‌ای منچستر-بستون
- نیوجرسی
  - نیوآرک، نیوجرسی - فرودگاه بین‌المللی لیبرتی نیوآرک
- نیومکزیکو
  - البوکرکی - فرودگاه بین‌المللی آلبوکرکی
  - سنتافه، نیومکزیکو - فرودگاه شهرستان سانتا فه
  - رازول، نیومکزیکو - مرکز هوایی بین‌المللی راسول
- نیویورک
  - بوفالو، نیویورک - فرودگاه بین‌المللی بوفالو نیاگارا
  - نیویورک
    - فرودگاه بین‌المللی جان اف کندی
    - فرودگاه لاگواردیا

  - راچستر، نیویورک - فرودگاه بین‌المللی گریتر راچستر
  - سیراکیوز، نیویورک - فرودگاه بین‌المللی سیراکیوز هنکاک
  - واترتاون، نیویورک - فرودگاه بین‌المللی واترتاون
  - وایت پلینز، نیویورک - فرودگاه شهرستان وستچستر
- کارولینای شمالی
  - اشویل، کارولینای شمالی - فرودگاه منطقه‌ای اشویل
  - شارلوت، کارولینای شمالی - فرودگاه بین‌المللی شارلوت داگلاس
  - گرینزبورو، کارولینای شمالی - فرودگاه بین‌المللی پیدمونت تراید
  - رالی، کارولینای شمالی - فرودگاه بین‌المللی رالی-دورهام
- داکوتای شمالی
  - فارگو، داکوتای شمالی - فرودگاه بین‌المللی هکتور
- اوهایو
  - کلیولند، اوهایو - فرودگاه بین‌المللی کلیولند هاپکینز
  - کلمبوس، اوهایو - فرودگاه بین‌المللی پورت کلمبوس
  - سینسیناتی، اوهایو - فرودگاه بین‌المللی سینسیناتی/کنتاکی شمالی
  - دیتون، اوهایو - فرودگاه بین‌المللی دیتون
  - تولیدو، اوهایو - فرودگاه تولدو اکسپرس
- اکلاهما
  - لتن، اکلاهما - فرودگاه لاوتن-فرت سل ریجنل
  - اکلاهما سیتی - فرودگاه ویل راجرز
  - تالسا، اکلاهما - فرودگاه بین‌المللی تالسا، اکلاهما
- پنسیلوانیا
  - هریسبورگ، پنسیلوانیا - فرودگاه بین‌المللی هریسبرگ
  - فیلادلفیا، پنسیلوانیا - فرودگاه بین‌المللی فیلادلفیا
  - پیتسبرگ، پنسیلوانیا - فرودگاه بین‌المللی پیتسبورگ
  - ویلکس-بار، پنسیلوانیا - فرودگاه بین‌المللی ویلکز بار - اسکرانتون
- کارولینای جنوبی
  - چارلستون، کارولینای جنوبی - فرودگاه بین‌المللی چارلستون
  - کلمبیا، کارولینای جنوبی - فرودگاه شهرستان کلمبیا
  - گرینویل، کارولینای جنوبی - فرودگاه بین‌المللی گرنویل-اسپارتانبورگ
  - مرتل بیچ، کارولینای جنوبی - فرودگاه بین‌المللی میرتل بیچ
- داکوتای جنوبی
  - رپید سیتی، داکوتای جنوبی - فرودگاه محلی رپید سیتی
  - سو فالز، داکوتای جنوبی - فرودگاه محلی سو فالز
- تنسی
  - چاتانوگا، تنسی - فرودگاه چتنوگا مترپالیتن
  - ناکسویل، تنسی - فرودگاه مک‌گی تایسن
  - ممفیس - فرودگاه بین‌المللی ممفیس
  - نشویل - فرودگاه بین‌المللی نشویل
- تگزاس
  - ابیلین، تگزاس - فرودگاه منطقه‌ای ابلین
  - آماریلو، تگزاس - فرودگاه بین‌المللی ریک هازبند آماریلو
  - براونزویل، تگزاس - فرودگاه بین‌المللی برانزویل/ساوث پادره آیلند
  - کالج استیشن، تگزاس - فرودگاه ایستر وود
  - کورپس کریستی - فرودگاه بین‌المللی کرپوس کریستی
  - دالاس‌فورت وورث - فرودگاه بین‌المللی دالاس-فورت ورث
  - ال پاسو - فرودگاه بین‌المللی ال پاسو
  - هیوستون
    - فرودگاه بین‌المللی جرج بوش
    - فرودگاه ویلیام پی. هابی

  - کایلین، تگزاس - فرودگاه کایلین فورت‌هود
  - لاریدو، تگزاس - فرودگاه بین‌المللی لاردو
  - لانگویو، تگزاس - فرودگاه منطقه‌ای ایست تگزاس
  - لاباک، تگزاس - فرودگاه بین‌المللی لوبوک پرستون اسمیت
  - Midland/Odessa  - فرودگاه بین‌المللی میدلند
  - سن آنجلو، تگزاس - فرودگاه منطقه‌ای سن آنجلو
  - تایلر، تگزاس - فرودگاه محلی تایلر پاوندز
  - ویکو، تگزاس - فرودگاه محلی واکو
  - ویچیتا فالز، تگزاس - فرودگاه شهری ویچیتا فالز
- یوتا
  - سالت‌لیک‌سیتی - فرودگاه بین‌المللی سالت‌لیک‌سیتی
- ویرجینیا
  - نورفک، ویرجینیا - فرودگاه بین‌المللی نورفک
  - ریچموند، ویرجینیا - فرودگاه بین‌المللی ریچموند
- ناحیهٔ کلمبیا
  - واشینگتن، دی.سی. - فرودگاه ملی رونالد ریگان واشینگتن
- ویرجینیای غربی
  - چارلستون - فرودگاه ایگر
- ویسکانسین
  - گرین‌بی، ویسکانسین - فرودگاه بین‌المللی استن استراوبل
  - لا کراس، ویسکانسین - فرودگاه شهری لا کروس
  - مدیسن، ویسکانسین - فرودگاه منطقه‌ای شهرستانی دین
  - میلواکی، ویسکانسین - فرودگاه بین‌المللی ژنرال میچل
  - واسا، ویسکانسین - فرودگاه سنترال ویسکانسن

### باهاماس
- جزایر آباکو
  - مارش هاربور - فرودگاه مارش هاربر
  - Treasure Cay - فرودگاه ترژر کی
- الوترا
  - الوترا شمالی - فرودگاه نورث الوثرا
- جرج‌تاون، باهاما
  - جرج‌تاون، باهاما - فرودگاه بین‌المللی اکسوما
- گرند باهاما
  - فری پورت - فرودگاه بین‌المللی گرند باهاما
- نیو پراویدنس
  - ناسائو - فرودگاه بین‌المللی لیندن پیندلینگ